# Friedrich Maximilian Hessemer
Friedrich Maximilian Hessemer (Darmstadt, 24 febbraio 1800 – Francoforte sul Meno, 1º dicembre 1860) è stato uno scrittore e architetto tedesco, noto per i suoi resoconti di viaggio del Grand Tour.

## Biografia
Il padre era Bernhard Hessemer, baurat (assessore all'edilizia) per l'Assia, mentre la madre Sophie Flor lo avviò già dall'infanzia ad uno studio umanistico. Trascorse diversi anni al ginnasio locale della sua città natale ma non si diplomò, seguendo invece il desiderio del padre si arruolò nell'artiglieria granducale. Entrato a soli quindici anni nella scuola militare, mostrò un interesse speciale per le scienze e la matematica. In seguito trascorse due anni all'Università di Giessen, studiando scienze e filosofia. 
Nel 1817 partecipò al Festival organizzato dalla burschenschaft di Wartburg, in cui i cugini Adolf Ludwig, Karl e Paul Follen erano tra i principali esponenti del movimento, evento che lo segnò nella maturazione di ideali nazionalisti e liberali. Durante i suoi giorni da studente a Giessen coltivò un culto estatico della libertà e dell'amicizia sul modello dei personaggi dei romanzi di Jean Paul. A questo periodo risalgono anche i suoi primi tentativi letterari, per lo più poesie che furono stampate in varie riviste contemporanee come Charis, pubblicata a Mannheim.
Completati gli studi, nel 1822 assunse un incarico nella costruzione di edifici che lo portò a supervisionare la costruzione della chiesa cittadina di Giessen. Al suo ritorno a Darmstadt proseguì lo studio dell'architettura, passione che si affiancava a quella per l'arte.
Dopo aver completato la sua formazione nel 1827, si imbarcò in un viaggio di studio di due anni in Italia finanziati dal Granduca, durante i quali partecipò al circolo della colonia di artisti tedeschi a Roma per mettere in scena una celebrazione di Dürer e a tale scopo scrisse un grande poema festivo, pubblicato poco dopo.
Nello stesso periodo apprese che era stato accettato come insegnante alla Städelschule di Francoforte, ma gli fu permesso di prolungare il suo viaggio di studio con una visita in Egitto. Commissionato da un lord inglese amante dell'arte che voleva dimostrare l'origine degli archi a sesto acuto gotici dall'architettura orientale, intraprese un lungo viaggio in Egitto dall'Italia, durante il quale produsse una serie di disegni di opere d'arte e monumenti architettonici arabi per il suo cliente, pubblicati postumi. Prese servizio come insegnante nell'agosto del 1830. 
Un anno dopo divenne membro della loggia massonica Zur Einigkeit di Francoforte sul Meno. Si sposò una prima volta con Emilie Hessemer, forse una parente, figlia di un commerciante di vini e sindaco di Rüsselsheim, e una seconda volta con Charlotte von Grolman, nobildonna locale.
Nel 1838 rifiutò un'offerta dell'Università di Tecnologia di Dresda, rimanendo alla Städelschule per il resto della vita e diventandone in seguito anche direttore. Era uno dei membri di spicco della società degli artisti di Francoforte "Tutti Frutti", a cui apparteneva anche il neurologo Heinrich Hofmann, tra l'altro l'autore del celebre Pierino Porcospino. Fu anche politico per un breve periodo, facendo parte dell'Assemblea Costituente della Città Libera di Francoforte per il biennio 1848-1849. Hessemer morì nel 1860 a Francoforte e fu sepolto nel cimitero principale accanto ad una delle sue opere più note, il Mausoleo della contessa Emilie von Reichenbach-Lessonitz, realizzato tra il 1845 e il 1847.

## Opere
(Lettere dal viaggio in Italia, volume II)
- Disegni e modelli storici a colori da fonti arabe e italiane, Dover (1990) ISBN 0-486-26425-4
- Das Fahrtor (da un'antica porta della città di Francoforte, demolita nel 1840), in: Archivio per la storia e l'arte di Francoforte No.1, 1839
- La torre parrocchiale in relazione al suo carattere estetico e in considerazione del suo ulteriore sviluppo (riguardante la torre parrocchiale della cattedrale di Francoforte, nonché il suo carattere estetico), in: archivi AFGK No.3, 1844
- La porta di legno, in: AFGK 3, 1844
- Escursioni nell'Assia di cento anni fa. Schizzi con un'introduzione di Carl Hessemer. Marburgo: N. G. Elwert's editrice[9], 1927.
- La pittoresca Friedberg. Schizzi a matita, a cura di Ferdinand Dreher.

### Poesie
- Jussuf e Nafisse (1847), narrazione in versi in stile orientale simile a una fiaba
- Canzoni della parrocchia sconosciuta (Leipzig F.A.Brockhaus, 1854), raccolta lirica suddivisa in capitoli per argomenti: 1°:Dio, mondo e uomo; 2°:Religione, dovere e amore; 3°:Natura, vita e coscienza
- Anello e freccia (1859), romanzo in versi

### Lettere di viaggio
- Friedrich Maximilian Hessemer. Lettere del suo viaggio in Italia, Malta ed Egitto 1827-1830. vol. 1: Italia e Malta. Vol. 2: Egitto e Italia, forse l'opera più celebre curata e annotata da Christa Staub, utilizzando il lavoro preparatorio di Maria Teresa Morreale, Amburgo 2002-2003.[10]

## Letteratura
- Letteratura di e su Friedrich Maximilian Hessemer nel catalogo della Biblioteca nazionale tedesca
- Università di Giessen. La pagina principale di Rolf Haaser include una breve biografia di Hessemer con commenti su Jussuf und Nafisse e sull'interesse di Hessemer per il disegno arabo
- Biblioteca Milton S. Eisenhower della Johns Hopkins University: collezione di documenti su Hessemer.